# 高石市立図書館
高石市立図書館（たかいしりつとしょかん）は、大阪府高石市の市立図書館。図書館本館（アプラたかいし4階）と高石市立図書館分館（とろしプラザ1階）がそれぞれ設置されている。
高石市・堺市・和泉市・忠岡町に住んでいる人、または高石市内に通勤・通学している人が貸出券を作ることができる。ただし、市内在住・在勤・在学以外の利用者は本の予約・リクエストはできない。

## 開館時間
- 本館 - 午前9時30分～午後8時

## 休館日
- 毎月第二・第4火曜日（祝日にあたる場合はその直後の平日）
- 年末年始
- 特別整理期間
- 特別警報もしくは暴風警報発令時

## 沿革
- 1981年3月 - 高石市立図書館条例公布、図書館建設工事竣工
- 1991年6月 - 高石市立図書館条例施行、高石市立図書館開館
- 1990年3月 - コンピュータ導入
- 1995年4月 - 貸出冊数を一人3冊から5冊に変更
- 1999年10月 - とろしプラザ（図書館分館）開館
- 2003年3月 - 図書館本館をアプラたかいしに移転し開館、旧本館を図書館郷土資料室に名称変更
- 2005年7月 - 祝・休日開館
- 2007年3月 - 「子ども読書活動推進計画」策定
- 2009年4月 - 図書館郷土資料室を図書館本館に移転、コピーサービス料金の改定（20円から10円に変更）
- 2011年8月 - インターネット予約受付開始
- 2013年4月 - 泉北地域4市1町図書館の相互利用開始
- 2016年4月 - 株式会社図書館流通センターが指定管理者として運営を開始、開館時間を夜8時まで延長、休館日を削減、本館に図書除菌機設置
- 2016年10月 - 電子書籍貸出サービスを開始
- 2017年7月 - エントランスのリニューアル
- 2018年7月 - 小学生用読書手帳配布を開始
- 2018年11月 - 第1回高石市図書館を使った調べる学習コンクール表彰式開催
- 2019年9月 - 予約・貸出件数を本館・分館合わせて合計10冊に変更
- 2020年11月 - 図書館ラジオ配信開始
- 2021年2月 - とろしプラザ空調工事のため分館休館（16日～28日）
- 2021年3月 - 自動検温器設置
- 2021年4月 - 分館に図書除菌機設置
- 2021年12月 - 「大人のさわらび」創刊

## 施設概要

### 所蔵（本館）
- 図書 - 約22万冊（一般が約15万冊、児童が約7万冊）
- 紙芝居 - 1,355組
- 郷土 - 2,831
- 参考資料 - 6,103枚
- 大活字図書 - 1,853冊
- 点字図書 - 574冊
- 録音図書 - 255冊
- 録音CD - 98枚
- 新聞 - 10紙
- 雑誌 - 102タイトル（一般が97タイトル、児童が8タイトル）

（令和4年3月31日現在）

### 設備
- 自習室あり（全26席）、分館は4席のみ
- 授乳室あり（3階のHUGOODに設置）

### アクセス
- 高石市立図書館本館（アプラたかいし4階）
  - 電車 - 南海電鉄本線「高石駅」下車→東口徒歩1分→駅前複合施設「アプラたかいし」4階
  - 車 - 国道26号線「西取石」交差点を西方面に約1㎞
    - 駐車場 - 「アプラたかいし」駐車場（有料・収容台数215台）

- 高石市立図書館分館（とろしプラザ1階）
  - 電車 - JR阪和線「富木駅」下車→東口より南へ徒歩約12分→高石市複合コミュニティセンター「とろしプラザ」1階
  - 車 - 府道30号「富木」交差点より西方面に約300ｍ
    - 駐車場 - 「とろしプラザ」駐車場（無料・収容台数22台・内、障がい者専用2台）